# Szachy od A do Z
Szachy od A do Z (пол. Шахи від А до Я) — польська шахова енциклопедія у 2-х томах, що вийшла у видавництві Sport i Turystyka (Варшава) у 1986—1987 роках. Автори: Владислав Літманович і Єжи Ґіжицький.

## Тематика та опрацювання даних
Праця над збиранням та оформленням інформації тривала 11 років — від 1972 до 1983. Особливу увагу автори приділили історії шахів та зв'язку шахів з мистецтвом — в енциклопедії подано життєписи всіх найсильніших гравців давніх років і XX сторіччя, а також короткі інформаційні довідки про найвідоміших митців (письменники, художники, режисери), що у своїх творах торкалися шахової теми.
Під час роботи над історією польських шахів з авторами співпрацював дослідник історії польських шахів Едвард Арламовський. Статті про шахову композицію допомагав редагувати польський шаховий композитор Владислав Росоляк, картотеку з результатами польських шахістів на батьківщині та закордоном надав Анджей Філіпович, а загальну допомогу під час пошуку інформації та підготовці документації надала міжнародний майстер Марія Мирослава Літманович.
Дані про сучасних гравців і турніри подані станом на 1981 рік.
- Перший том — 1986 рік, 752 сторінки, 50 300 примірників.
- Другий том — 1987 рік, 686 с., наклад такий самий.

Нумерація сторінок була наскрізна, тобто другий том починався з 753-ї сторінки й закінчувався 1438-ю.